# Hyparrhenia mobukensis
Hyparrhenia mobukensis är en gräsart som först beskrevs av Emilio Chiovenda, och fick sitt nu gällande namn av Emilio Chiovenda. Hyparrhenia mobukensis ingår i släktet Hyparrhenia och familjen gräs. Inga underarter finns listade i Catalogue of Life.